# 카이사 에른스트
카이사 에른스트(Kajsa Ernst, 1962년 8월 4일 ~ )는 스웨덴의 배우이다.